# Dragan Marković
Dragan Marković „Palma”, cyr. Драган Марковић „Палма” (ur. 2 maja 1960 w Končarevie, zm. 22 listopada 2024) – serbski przedsiębiorca i polityk związany z Jagodiną.

## Życiorys
Ukończył liceum handlowe. We własnej biografii podał, że zaczynał od wypalania z ojcem cegieł i wynajmu namiotów na wesela, a następnie zajął się transportem i handlem węglem. Założył przedsiębiorstwo handlowo-transportowe Palma, utworzył stację telewizyjną Palma plus, a także m.in. klub kickbokserski.
W 1993 zaangażował się w działalność polityczną, dołączając do nacjonalistycznej Partii Jedności Serbskiej, którą założyli Željko Ražnatović i Borislav Pelević. W 1998 objął funkcję wiceprzewodniczącego tego ugrupowania. W 1996 wszedł w skład rady miejskiej Jagodiny. W 2003 opuścił nacjonalistów, rok później powołał własną formację polityczną pod nazwą Zjednoczona Serbia. W 2004 objął urząd burmistrza Jagodiny, który sprawował do 2012, otwierając w trakcie urzędowania m.in. miejski ogród zoologiczny. W 2008 został wybrany do Zgromadzenia Narodowego Republiki Serbii. Mandat złożył jednak w 2011. W 2012 powrócił do serbskiego parlamentu w ramach koalicji z SPS, w tym samym roku został również przewodniczącym rady miejskiej Jagodiny. W 2014 i 2016 po raz kolejnych wybierano go do Skupsztiny. Również w 2020, 2022 i 2023 otrzymał mandatowe miejsca na liście skupionej wokół socjalistów, uzyskując reelekcję na kolejne kadencje parlamentu i zasiadając w nim do czasu swojej śmierci w 2024.